# Чернышихинский сельсовет
Черныши́хинский сельсовет — упразднённое муниципальное образование в Кстовском районе Нижегородской области. Имеет статус сельского поселения.
Административный центр — село Чернышиха.
Законом Нижегородской области от 10 декабря 2021 года № 137-З к 23 декабря того же года муниципальный район был преобразован в муниципальный округ, сельское поселение упразднено.

## География
Площадь территории Чернышихинского сельсовета составляет 11 343 га. Чернышихинский сельсовет граничит с Работкинским сельсоветом, Прокошевским сельсоветом, Лысковским районом, Большемурашкинским районом.

## История
Статус и границы сельского поселения установлены Законом Нижегородской области от 15 июня 2004 года № 60-З «О наделении муниципальных образований — городов, рабочих посёлков и сельсоветов Нижегородской области статусом городского, сельского поселения».

## Население
| 2002  | 2010  | 2012  | 2013  | 2014  | 2015  | 2016  |
| ----- | ----- | ----- | ----- | ----- | ----- | ----- |
| 1470  | ↘1315 | ↘1306 | ↘1300 | ↘1297 | ↘1287 | ↘1279 |
| 2017  | 2018  | 2019  | 2020  | 2021  |       |       |
| ↘1264 | ↗1273 | ↘1233 | ↘1220 | ↘980  |       |       |

## Состав сельского поселения
| №  | Населённый пункт | Тип населённого пункта       | Население |
| -- | ---------------- | ---------------------------- | --------- |
| 1  | Большое Лебедево | деревня                      | ↘38       |
| 2  | Высоково         | деревня                      | ↘0        |
| 3  | Игрищи           | деревня                      | ↘12       |
| 4  | Игумново         | село                         | ↘168      |
| 5  | Крутец           | деревня                      | ↘21       |
| 6  | Коровино         | деревня                      | →8        |
| 7  | Лавровка         | деревня                      | ↘44       |
| 8  | Лопатищи         | село                         | ↘8        |
| 9  | Починок          | деревня                      | ↘3        |
| 10 | Прокошевка       | деревня                      | ↘2        |
| 11 | Рамешки          | деревня                      | ↗16       |
| 12 | Соколищи         | деревня                      | ↘7        |
| 13 | Соколово         | село                         | ↘14       |
| 14 | Сонино           | деревня                      | ↗16       |
| 15 | Ташлыково        | деревня                      | →0        |
| 16 | Чернышиха        | село, административный центр | ↘958      |